# Etrema tortilabia
''Etrema tortilabia'' é uma espécie de gastrópode do gênero Etrema, pertencente à família Clathurellidae.